# Sana Tengah
Sana Tengah is een bestuurslaag in het regentschap Pamekasan van de provincie Oost-Java, Indonesië. Sana Tengah telt 4852 inwoners (volkstelling 2010).